# After Sex (2000)
After Sex is een Amerikaanse film uit 2000.

## Verhaal
Een paar jonge vrouwen gaan samen eropuit om te feesten in Las Vegas zonder hun relatie. Dit eindigt uiteindelijk in een orgie, en terug thuis staan ze voor het dilemma: aan de partner vertellen, of geheim houden om hun vriendinnen niet te verraden.

## Rolverdeling
| Acteur            | Personage |
| ----------------- | --------- |
| Dan Cortese       | John      |
| Virginia Madsen   | Traci     |
| Brooke Shields    | Kate      |
| Maria Pitillo     | Vicki     |
| Johnathon Schaech | Matt      |
| D. B. Sweeney     | Tony      |